# Rhynchospora donselaarii
Rhynchospora donselaarii är en halvgräsart som beskrevs av Mark T. Strong. Rhynchospora donselaarii ingår i släktet småag, och familjen halvgräs. Inga underarter finns listade i Catalogue of Life.